# 제1대 에이브버리 남작 존 러벅
제1대 에이브버리 남작 존 러벅(영어: Sir John Lubbock, 1st Baron Avebury, PC, FRS, 1834년 4월 30일~1913년 5월 28일)는 영국의 은행가이자, 정치가, 생물학자, 고고학자였다.

## 생애
러복은 이튼 칼리지에서 1845년부터 교육을 받았다. 졸업 후 아버지의 은행에 근무하며, 22세에 공동경영자가 되었다.1865년에 아버지가 사망하면서 에이브버리 준남작 작위를 상속하여 제4대 에이브버리 준남작으로 등극하였다. 1870년과 1874년에 메이드 돌 선거구에서 영국 자유당의 하원의원으로 당선했다. 1880년에 의석을 잃었지만, 1872년 이래 그가 부학장을 맡고 있던 런던 대학교의 지지자가 당선했다. 그는 1871년의 은행 휴일법이나 1882년의 고대기념비법을 포함한 다수의 법률의 제정에 참여하였었다. 1886년에 자유당이 아일랜드 통치법 때문에 내홍을 치르면서, 분열된 자유통일당에 참가했다.
러복은 1879년의 은행가협회(Institute of Bankers)의 초대 이사장이 되었다. 1881년에는 영국학술협회의 회장, 1881년부터 1886년까지 런던 린네학회의 회장을 맡았다. 1883년에 은행원 고아원(the Bank Clerks Orphanage)을 설립했는데, 이 단체는 존 러벅이 사망한 후인 1986년에 그것은 은행원과 전은행원, 및 그들의 가족을 위한 자선단체, 은행원 자선재단(Bankers Benevolent Fund)이 되었다. 1884년에, 후에 선거개혁협회가 되는 비례대표제협회를 설립했다. 본래 존 러벅은 제4대 에이브버리 준남작(영어: Baronet Avebury)이었으나, 영국의 빅토리아 여왕에 의해 그의 작위가 남작으로 승급되어 초대 에이브버리 남작(영어: Baron Avebury)

## 학자로서의 경력
러벅은 19세기 가장 큰 영향력을 가진 고고학 서적인 《선사 시대:고대유적과 현대의 야만의 매너와 관습에 의한 묘사》(Pre-historic Times, as Illustrated by Ancient Remains, and the Manners and Customs of Modern Savages)를 집필했다. 그는 석기시대를 크게 둘로 나누어 구석기 시대(Palaeolithic)와 신석기 시대(Neolithic)라고 구별하는 용어를 제안하기도 하였다. 러벅은 몇 몇 분야에서 비전문 생물학자로도 연구하여, 곤충에 관한 책인 《개미, 꿀벌과 말벌:사회적 곤충의 습성의 관찰 기록》(1884)을 저술하였다. 또 곤충의 감각 기관과 그 발달에 대해서 그리고 동물의 지성에 대해서도 저술을 하였으며, 다른 자연사의 몇 몇 화제에 관한 책도 저술하였다. 그는 토머스 헨리 헉슬리의 X 클럽의 9인 클럽의 회원 중 한 사람이었다.

## 같이 보기
- 구석기 시대
- 신석기 시대